# Aulacaspis yasumatsui
Aulacaspis yasumatsui ist eine Schildlaus aus der Familie der Deckelschildläuse (Diaspididae).

## Merkmale
Der Schild der weiblichen Imagines hat eine gewölbte, breit muschelförmige bis ovale Form, die sehr variabel ist, da der Schild sich häufig an Blattadern, benachbarte Läuse und andere Objekte anpasst. Er ist 1,2 bis 1,6 Millimeter lang, leicht transparent, weiß bis blass gelbbraun gefärbt. Am hinteren Ende ist eine gelbbraune Exuvie angehängt. Der männliche Schild ist deutlich kleiner, langgestreckt, hat parallele Seitenränder und drei von vorne nach hinten verlaufende Rillen. Er ist weiß gefärbt, 0,5 bis 0,6 Millimeter lang und trägt am hinteren Ende ebenso eine gelbbraune Exuvie.
Die Weibchen haben einen breiten und abgeflachten, bein- und flügellosen, orange gefärbten Körper. Ihr relativ großer, mehr oder weniger stark abgerundeter Cephalothorax hat keine ausgebildeten Öffnungen für Wachsdrüsen. Diese finden sich am sechsten Hinterleibssegment, wo sich auf jeder Seite ein oder zwei Drüsenöffnungen befinden. Von der ähnlichen Aulacaspis machili kann die Art durch Drüsenöffnungen am Rücken des ersten und zweiten Abdominalsegment unterschieden werden. Die Tiere haben auch Ähnlichkeit mit Pseudaulacaspis cockerelli, welche aber eine gelbe Körperfarbe besitzen und dessen Weibchen einen schlankeren Körper aufweisen.

## Vorkommen
Aulacaspis yasumatsui stammt ursprünglich aus Südostasien, in der Region um Thailand, wo sie 1972 von Takagi entdeckt wurde. 1992 wurde die Art erstmals außerhalb von Thailand in Hongkong nachgewiesen. Durch den weltweiten Handel mit den Wirtspflanzen der Tiere wurde die Art aber rasch vom Menschen verbreitet. Mittlerweile sind Vorkommen aus China, Singapur, Taiwan, Vietnam, Elfenbeinküste, Hawaii, Florida, Kalifornien, Texas den Bahamas, Kaimaninseln, Guadeloupe, Guam, Martinique, Puerto Rico und den Jungferninseln bekannt. In Neuseeland konnte die Art nach dem Einschleppen erfolgreich ausgelöscht werden.

## Lebensweise
Die Art entwickelt sich nur an den drei Familien der Palmfarne: Cycas-Palmfarne (Cycadaceae), Zamiaceae und Stangeriaceae. Sie leben meist auf der Unterseite der Fiederblätter, nur bei sehr starkem Befall werden sämtliche oberirdisch gelegenen Bereiche der Pflanze und gelegentlich sogar auch die Wurzeln befallen, was unüblich für Schildläuse ist. Man findet sie dann in einer Tiefe von bis zu 60 Zentimetern. 

## Fortpflanzung und Entwicklung
Die Fortpflanzung erfolgt zweigeschlechtlich. In den Tropen, bei durchschnittlich 25 °C, folgt kontinuierlich eine Generation der anderen, wobei Weibchen im Schnitt 28 Tage nach dem Schlupf adult sind. Die Lebensspanne der Weibchen beträgt etwa 75 Tage, wobei drei Larvenstadien durchlebt werden. Sie legen etwa 100 ihrer orangen Eier unterhalb ihres Schildes ab, aus denen nach 8 bis 12 Tagen die nächste Generation schlüpft. Die kleineren Männchen sind meistens deutlich in der Überzahl. Die Larven stellen das Ausbreitungsstadium der Art dar. Sie suchen sich an den Pflanzen neue geeignete Plätze um Pflanzensaft zu saugen, können aber auch durch Wind und den Kontakt mit Tieren verbreitet werden. Ihre Mortalitätsrate ist sehr hoch. Adulte, unbewegliche Tiere und Eier werden ausschließlich durch den Menschen verbreitet. 

## Schadwirkung und wirtschaftliche Auswirkungen
Anfangs kann man den Befall an verfärbten Flecken auf den Blättern erkennen, meistens sterben diese aber relativ schnell ab und vertrocknen. Eine Pflanze kann so innerhalb von wenigen Monaten getötet werden. Stark befallene Pflanzen sind nahezu vollständig mit weißen Wachsablagerungen und toten, wie lebenden Läusen bedeckt. Dabei sitzen die Läuse nicht selten in mehreren Schichten übereinander, sodass bis zu 500 Läuse pro Quadratzentimeter gezählt werden konnten. 
Da Palmfarne wegen ihres langsamen Wachstums zu den teuersten kultivierten Zierpflanzen gehören, sind die Schäden von Aulacaspis yasumatsui an Pflanzenkulturen besonders gravierend. Auch sind die bekämpften, toten Läuse sehr schwierig zu entfernen, praktikable Möglichkeiten sind bis dato nicht gefunden worden. Beispielsweise wurden in Hongkong 70 bis 100 % der dort gezüchteten Zier-Palmfarne durch den Befall vernichtet. Auch die Auswirkung auf botanische Gärten, wie etwa in Florida ist beträchtlich. 

## Natürliche Feinde und Bekämpfung
Außerhalb des natürlichen Verbreitungsgebietes sind keine natürlichen Feinde nachgewiesen. Auch Marienkäfer, die zwar gelegentlich an den Kolonien beobachtet wurden, fressen die Schildläuse nicht. Parasitoide können die Populationen der Deckelschildlaus empfindlich dezimieren, über sie ist aber noch wenig bekannt. Aus Thailand sind Coccobius fulvus und Arten der Gattung Encarsia als Parasitoide Erzwespen nachgewiesen. Erstere wurden gemeinsam mit dem ebenfalls aus Thailand stammenden Fressfeind Cybocephalus binotatus aus der Familie der Cybocephalidae in Florida zur Bekämpfung der Läuse eingesetzt. 
Auf chemischen Weg wurde versucht die Art mit Insektiziden auf Dimethoat- und Imidacloprid-Basis zu bekämpfen, was aber nur teilweise Erfolg zeigte. Die derzeit effektivste Methode ist das mehrwöchige Besprühen der Pflanzen mit Öl-Wasser Emulsionen. Das Öl verhindert in erster Linie die Ausbreitung der Larven, adulte Tiere werden nur teilweise getötet, diese sterben aber nach und nach auf natürlichem Weg, bis schließlich die Pflanze schädlingsfrei ist.